# Мартинюк Микола Іванович
 Микóла Івáнович Мартиню́к (нар. 14 березня 1971, с. Залібівка Здолбунівського району Рівненської області, УССР)  — український письменник, літературний критик, перекладач, журналіст, науковець, педагог, видавець.
Автор поетичних перекладів з білоруської, болгарської, польської, чеської та російської мов. Поезії перекладені білоруською, болгарською, грецькою, англійською, польською та російською мовами.
Лауреат Міжнародної літературної премії імені Миколи Гоголя («Тріумф») (2007), Міжнародної літературної премії імені Григорія Сковороди «Сад божественних пісень» (2016), Премії імені Якова Гальчевського «За подвижництво у державотворенні» (2017), Премії імені Галшки Гулевичівни «за видання українською мовою серії книг зарубіжних авторів» (2020), літературно-мистецької премії ім. Агатангела Кримського (2021), Всеукраїнської премії імені Михайла Коцюбинського (2022),
Кандидат філологічних наук, доцент.
Член Національної спілки журналістів України із січня 2000 р. та Національної спілки письменників України з 15 жовтня 2014 р. З 23 лютого 2018 р. заступник, а з 05 червня 2025 р. — голова ВОО НСПУ. Засновник і директор ПВД «Твердиня» (2004—2018).

## Біографія
Народився 14 березня 1971 року в с. Залібівка Здолбунівського району Рівненської області.
Протягом 1986—1990 рр. навчався в Луцькому педагогічному училищі ім. Ярослава Галана (нині — Луцький педагогічний коледж). 1990 року вступив до Луцького державного педагогічного інституту ім. Лесі Українки (з 1993 р. — Волинський державний університет (ВДУ) ім. Лесі Українки) на факультет україністики, який закінчив у 1995 році.
Упродовж 1995—1998 рр. навчався в аспірантурі при ВДУ ім. Лесі Українки. Навчання у вузі й аспірантурі поєднував із журналістською практикою.
1991—1993 рр. працював у редакції газети «Педагог» Луцького державного педагогічного інституту ім. Лесі Українки,

1993—1996 рр. — на посадах редактора та співредактора часопису «Альма-матер» ВДУ ім. Лесі Українки, а також — диктором Луцької міськрайонної редакції радіомовлення (1995—1996).

1995—1998 рр. — автор пізнавально-інформаційної передачі «Книгозбірня» на радіостанції «Луцьк» та Волинському радіо, з 2003 року — пізнавально-літературної програми «Фоліант», з 2004 року — літературно-мистецької програми "Книгозбірня «Фоліанта», 2006 року — тематичної радіопрограми "Літературна студія «Досвітні огні», 2007 року — "З книжкової скрині видавництва «Твердині» на Волинському радіо.

1998—1999 рр. завідував музеєм Лесі Українки при ВДУ.

З жовтня 1999 р. працював викладачем кафедри української та зарубіжної філології, реорганізованої 2000 р. у кафедру журналістики, відтак до червня 2013 р. включно — доцентом кафедри журналістики ПВНЗ «Луцький гуманітарний університет» (до 2004 р. — Вища школа «Луцький гуманітарний університет»).
З квітня 2000 р. до серпня 2008 р. завідував цією кафедрою. З листопада 2008 р. до серпня 2011 р. — доцент кафедри української літератури Волинського національного університету ім. Лесі Українки.
З листопада 2011 р. — викладач циклової комісії словесних дисциплін Луцького педагогічного коледжу. Читає курси «Українська література», «Література рідного краю», «Дитяча література». З вересня 2013 р. — завідувач кафедри словесних дисциплін, а із січня 2021 р.  до серпня 2023 р. — завідувач кафедри філології Луцького педагогічного коледжу. У квітні 2019 р. як педагога-практика повторно атестовано за кваліфікаційною категорією «спеціаліст вищої категорії» та присвоєно педагогічне звання «викладач-методист».
Викладав редакторську майстерність, керував науковими роботами і виробничою практикою в Інституті філології та журналістики Східноєвропейського національного університету ім. Лесі Українки.

З жовтня 2004 р. — засновник і директор ПП «Поліграфічно-видавничий дім «Твердиня».
Позаштатний літературний редактор видавництва «Клуб сімейного дозвілля» (2016—2019). 
У квітні 2000 р. в Інституті літератури імені Тараса Шевченка НАН України захистив кандидатську дисертацію на тему «Своєрідність художнього втілення національної ідеї у творчості Володимира Самійленка». Вчене звання доцента присвоєно у січні 2011 р.
Член Національної спілки журналістів України (2000) (голова первинного журналістського осередку Волинського національного університету ім. Лесі Українки).

Член Волинського Академічного Дому (Академії наук вищої освіти України) — з часу його заснування у березні 1995 року.
З квітня 2011 року — член Міжнародного громадського об'єднання «Волинське братство».

У 2004—2021 р. — член, а з 2022 — голова журі Волинського обласного літературно-мистецького конкурсу «Неповторність», почесний член журі Міжнародного конкурсу романів, п'єс, кіносценаріїв та пісенної лірики про кохання «Коронація слова» у номінації «Романи» (2011—2019). Паралельно ще й експерт Всеукраїнського конкурсу романів, п'єс, кіносценаріїв та пісенної лірики про кохання «Коронація слова» у тій самій номінації (2013).
Учасник у складі Волинської делегації VII (2014), VIII (2017) та Х (2018) чергових і позачергових з'їздів письменників України.

Постійний учасник міжнародних і регіональних книжкових ярмарків і форумів, учасник, ініціатор і організатор багатьох літературно-мистецьких і наукових імпрез (творчих зустрічей, презентацій, фестивалів, круглих столів, конференцій, семінарів тощо), 2007—2011 й 2019 років — член експертної ради з питань видавничої справи Волинської обласної державної адміністрації.
Дружина — Лариса Петрівна Мартинюк — педагог Луцької спеціалізованої школи І–III ступенів № 1 Луцької міської ради Волинської області, літературний редактор газети «Вісник+К».

## Творчі здобутки
Поетичні добірки, публіцистика та переклади в альманахах:
- «Струни життя» (1999),
- «Світязь» (2000, 2006, 2015—2020)

Публікації в антологіях:
- «Кіт Матіфас та інші» (2008),

Прозова книга Миколи Мартинюка, яка була відзначена дипломом на конкурсі «Коронація слова»

- «Луцький замок у мистецькому просторі України» (2012),
- «Помежи словом і століттями» (2016),
- «Вільний вітер/Волен вятър» (укр.-болг., 2017),
- «Ако търсиш любов» (болг., 2018),
- «Антологія сучасної української літератури: Армія. Мова. Віра» (2019),
- «Далягляды'19: замежная літаратура» (білорус., 2019),
- «Цветя от ангели» (болг., 2019),
- «Антологія літератури письменників Волині „Під Лесиним небом“» (2019),
- «20th Jubilee antology» (США, 2020),
- «ЖЫВЕ БЕЛАРУСЬ! За нашу і вашу свободу! : Антологія сучасної білоруської поезії» (2020)

Наукові та літературно-критичні публікації у фахових виданнях:
- «Слово і час»,
- «Філологічні студії»,
- «Проблеми славістики»,
- «Сіверянський літопис»,
- «Мова та історія» (переклади),
- «Бористен» (переклади),
- Літературно-мистецький журнал «Терен»,
- Часописи «Форма(р)т», «Книжник-Review», «Золота пектораль», «Погорина», «Яровиця», «Літературна Україна», «Українська літературна газета», «Літаратурная Белорусь» (поезія в пер. Аксани Спринчан), «Словото днес» (Болгарія, поезія в пер. Димитра Христова), «Знаци» (Болгарія, поезія в пер. Елки Няголової), «Ciechanowskie Zeszyty Literackie» (Польща, поезія в пер. Павла Крупки), «Hybryda» (Польща, поезія в пер. Марека Вавжинського), «Wytrych» (Польща, поезія в пер. Лілі Гелени Метрики), «3η Χιλιετία» (Греція, поезія в пер. Павла Крупки).
- Всеукраїнська, обласна, міська і районна періодика.

Доробок представлено у всеукраїнському виданні «Сучасна література рідного краю: посібник серії „Шкільна бібліотека“ для 5–7 класів закладів загальної середньої освіти» (2020).
Працює над укладанням нового біобібліографічно-хрестоматійного проекту «Літературна мапа Волині».
Автор поетичних та прозової книжок:
- «Одинадцята заповідь» (1997),
- «Грибний дощ» (2004),
- «На святого Миколая» (2006),
- «Світ за Брайлем» (2012),
- «Під мурами твердині» (2012),
- «Над Світязем ранок» (2013, музика Мирослава Стефанишина),
- «Або… або…» (2014),
- «Сага за свещи» (2017, Софія, Болгарія, в пер. Димитра Христова),
- «Розбишацькі рими» (2025).

Книги перекладів:
- Анжела Димчева «Игли в съня/Голки уві сні» (2017, у співавт. з Віктором Мельником),
- Бойка Драгомірецька «Читання піску/Плажно четиво» (2017, у співавт. з Віктором Мельником),
- Христо Черняєв «Единствена любов/Єдина любов» (2017),
- Божена Боба-Диґа «завтра сьогодні вчора» (2017, у співавт.),
- Аксана Спринчан «Кава з украінскім мёдам/Кава з українським медом» (2017),
- Броніслава Волкова «Vítr na kolenou/Вітер на колінах» (2019)

Наукових:
- «Хрестоматія української легальної преси Волині, Полісся, Холмщини та Підляшшя 1917–19391, 1941—1944 рр.» (2005, у співавт. з Ігорем Павлюком),
- Монографії: «Національна ідея в життєтворчості Володимира Самійленка» (2009)

## Відзнаки
- Диплом Української Медіа Спілки[2] (2006).
- Лауреат Міжнародної літературної премії імені Миколи Гоголя («Тріумф»)[3] (2007).
- Дипломант Всеукраїнського літературного конкурсу сучасної малої прози «Сила малого» (2008).
- Подяка голови Волинської обласної ради[4] (2008).
- Почесний знак Національної спілки журналістів України (2011).
- Дипломант Міжнародного конкурсу романів, п'єс, кіносценаріїв та пісенної лірики про кохання «Коронація слова» у номінації «Твори для дітей» (2012).
- Подяка голови Волинської обласної ради[5] (2012).
- Подяка голови Волинської обласної ради[6] (2017).
- Почесна грамота Управління культури і туризму Волинської обласної державної адміністрації[7] (2008).
- Диплом Волинської обласної державної адміністрації[8] (2013).
- Почесна грамота Волинської обласної державної адміністрації[9] (2014).
- Диплом Волинської обласної державної адміністрації[10] (2014).
- Ювілейна медаль Українського фонду культури «За вірність заповітам Кобзаря» — до 200-річчя з дня народження Тараса Шевченка (2014).
- Почесний знак Національної спілки журналістів України «Золота медаль української журналістики» (2016).
- Грамота і нагрудний знак «Золотий Пегас» Союзу Болгарських Письменників[11] (2016).
- Почесна грамота Одеської міської ради[12] (2017).
- Дипломант (друга премія) Міжнародного конкурсу поезії «Лирични гласове» (Софія, Болгарія, 2016).
- Міжнародна почесна нагорода — Медаль Івана Мазепи (2016).
- Медаль «За відродження України»[13] (2016).
- Лауреат Міжнародної літературної премії імені Григорія Сковороди «Сад божественних пісень» — «за внесок у зближення та популяризацію європейських культур і літератур у численних творчих міжнародних видавничих та перекладацьких проектах»[14] (2016).
- Лауреат Премії імені Якова Гальчевського «за подвижництво у державотворенні» у номінації «за видавничу діяльність»[15] (2017).
- Лауреат Премії імені Галшки Гулевичівни «за видання українською мовою серії книг зарубіжних авторів»[16] (2020).
- Почесна грамота Волинської обласної державної адміністрації[17] (2020).
- Лауреат літературно-мистецької премії ім. Агатангела Кримського[18] (2021).
- Подяка Президії Національної академії наук України[19] (2021).
- Лауреат Всеукраїнської літературної премії імені Михайла Коцюбинського в номінації «Художній переклад»[20] (2022).
- Лауреат VI Міжнародного Літературного Троїстика у Влодаві (VI Międzynarodowy Trójstyk Literacki we Włodawie)[21] (2024).
- Благословенна грамота і медаль «За жертовність» Волинської єпархії Православної церкви України (2023).

## Додаткова інформація про Миколу Мартинюка
- Мартинюк Микола Іванович  [Архівовано 30 жовтня 2020 у Wayback Machine.]
- Микола Мартинюк: «В самісінькому серці Великої Волині»
- Тарасевич Д. Книги-скарби народжуються на Волині. Допомагає «Твердині»… Григорій Сковорода
- У Спілці письменників знову поповнення
- «Світ за Брайлем» за Миколою Мартинюком
- Криловець Анатолій. Non bovi — буй-тур!  [Архівовано 14 травня 2013 у Wayback Machine.]
- Куява Жанна. Дорослим підліткам присвячується…  [Архівовано 28 лютого 2013 у Wayback Machine.]
- Баран Євген. Так вже назначено: світ пізнавати наосліп  [Архівовано 21 серпня 2013 у Wayback Machine.]
- Соловей Олег. Репортаж із Задзеркалля  [Архівовано 12 липня 2014 у Wayback Machine.]
- Соловей Олег. Там десь далеко на Волині  [Архівовано 9 вересня 2015 у Wayback Machine.]
- Федюк Тарас. «Важкість» сприйняття: рецензія на «Під мурами твердині» Миколи Мартинюка  [Архівовано 5 грудня 2013 у Wayback Machine.]
- Генчев Славимир. Човек прилича на своя бог  [Архівовано 24 вересня 2017 у Wayback Machine.]
- Радомська Ольга. Микола Мартинюк: «Моя повість — для вдумливого неквапливого сприйняття»  [Архівовано 14 грудня 2013 у Wayback Machine.]
- Рєпіна Ольга. Історія промовляє до сучасників… // Рєпіна О. Наш засіб Макропулоса / О. Г. Рєпіна. — Х. : Мачулин, 2015. — С. 105—107.
- Клименко Олександр. Микола Мартинюк: «Творчість — це прагнення по-своєму прочитати світ»  [Архівовано 30 червня 2019 у Wayback Machine.]
- Мартинюк Микола Іванович // Академія наук вищої освіти України: довідник. — К. : Дніпро — ТОВ «Брама–V», 2012. — С. 408.
- Мартинюк Микола. Одинадцята заповідь: поезії [текст] / М. І. Мартинюк ; ред. В. Вербич ; худ. В. Фрадинський. — К. : Європа, 1997. — 92 с.
- Мартинюк Микола. Сага за свещи: стихове / Микола Мартинюк ; превод от украински Димитър Христов. — София: Мултипринт, 2017. — 76 с.
- Мартинюк Микола. Світ за Брайлем: поезії [текст] / М. І. Мартинюк. — Луцьк: ПВД «Твердиня», 2012. — 128 с.
- Мартинюк Микола. Під мурами твердині: історична повість: [для серед. і ст. шк. віку] [текст] / М. І. Мартинюк ; худ. А. П. Гупало. — Луцьк : ПВД «Твердиня», 2012. — 128 с.
- Денисюк Володимир. Мартинюк Микола Іванович // Денисюк В. Журналістика Волині: факти й імена / В. Т. Денисюк. — Луцьк: Надстир'я, 2005. — C. 116.
- Пащук Іван. Мартинюк Микола Іванович // Пащук І. Літературно-краєзнавча енциклопедія Рівненщини / І. Г. Пащук. — Рівне: Волинські обереги, 2005. — C. 118.